# Rybnik Rymer
Rybnik Rymer – przystanek kolejowy położony w Rybniku.

## Ruch pasażerski
| Rok  | Wymiana pasażerska na dobę |
| ---- | -------------------------- |
| 2017 | 20-49                      |
| 2022 | 50-99                      |

## Historia
Stacja Rybnik Rymer przed 1938 rokiem nosiła nazwę Rymer.